# Sfermion
In de deeltjesfysica is een sfermion de hypothetische superpartner (of sparticle) geassocieerd met een fermion. De superpartner van een deeltje heeft een andere spin en dus heeft het sfermion spin 0.

## Naam
De naam sfermion is gevormd door een s voor fermion te zetten, net zoals de superpartner van een elektron een selektron heet, en de superpartner van een topquark een stopquark heet.

## Sfermionen

### Squarks
Een squark is het hypothetische supersymmetrische partnerdeeltje (superpartner) van een quark. Omdat er zes soorten quarks zijn, zijn er ook zes soorten squarks. Een squark heeft hetzelfde baryongetal, zwakke isospin en lading als zijn partnerquark. Een squark heeft de spin 0. Er zijn drie generaties, net zoals bij de quarks.
| Squark          | Symbool                      | Geassocieerde quark | Symbool           |
| --------------- | ---------------------------- | ------------------- | ----------------- |
| 1ste generatie  |                              |                     |                   |
| Sup-squark      | {\displaystyle {\tilde {u}}} | Upquark             | {\displaystyle u} |
| Sdown-squark    | {\displaystyle {\tilde {d}}} | Downquark           | {\displaystyle d} |
| 2de generatie   |                              |                     |                   |
| Scharm-squark   | {\displaystyle {\tilde {c}}} | Charmquark          | {\displaystyle c} |
| Sstrange squark | {\displaystyle {\tilde {s}}} | Strange quark       | {\displaystyle s} |
| 3de generatie   |                              |                     |                   |
| Stop-squark     | {\displaystyle {\tilde {t}}} | Topquark            | {\displaystyle t} |
| Sbottom-squark  | {\displaystyle {\tilde {b}}} | Bottomquark         | {\displaystyle b} |

### Sleptonen
Sleptonen zijn de superpartners van leptonen.
| Slepton             | Symbool                                 | Geassocieerd lepton | Symbool                      |
| ------------------- | --------------------------------------- | ------------------- | ---------------------------- |
| 1ste generatie      |                                         |                     |                              |
| Selektron           | {\displaystyle {\tilde {e}}}            | Elektron            | {\displaystyle e}            |
| Selektron-sneutrino | {\displaystyle {\tilde {\nu }}_{e}}     | Elektron-neutrino   | {\displaystyle \nu _{e}}     |
| 2de generatie       |                                         |                     |                              |
| Smuon               | {\displaystyle {\tilde {\mu }}}         | Muon                | {\displaystyle \mu }         |
| Smuon-sneutrino     | {\displaystyle {\tilde {\nu }}_{\mu }}  | Muon-neutrino       | {\displaystyle \nu _{\mu }}  |
| 3de generatie       |                                         |                     |                              |
| Stau                | {\displaystyle {\tilde {\tau }}}        | Tau                 | {\displaystyle \tau }        |
| Stau-sneutrino      | {\displaystyle {\tilde {\nu }}_{\tau }} | Tau-neutrino        | {\displaystyle \nu _{\tau }} |